# Rentador públic de Santa Coloma de Queralt
El Rentador públic de Santa Coloma de Queralt és una obra arquitectònica annexa a la Font dels Comtes.

## Descripció
El perímetre dels rentadors públics és un trapezi rectangle. Hi ha un canal de pedra, que recull l'aigua de l'abeurador de la Font dels Comtes, i tres basses rectangulars.
Rentador 1. El més proper a l'entrada, servia per esbandir la roba. Mesura 6,50 metres per un lateral, 3,70 m d'amplada i 6,60 metres en l'altre lateral.
Rentador 2. Disposa de tretze rentadors individualitzats, de pedra picada, entre els quals hi ha una pedra plana que servia per deixar-hi la roba o el cove. Mesura 6,60 metres en un lateral (on hi ha set places), 2,65 metres d'amplada i 5,55 metres a l'altre lateral, conformat per sis places.
Rentador 3. Fet per lloses grans, es troba sota coberta. Mesura 5,20 metres en un lateral, 2,70 metres d'amplada i 4,90 metres a l'altre lateral.

## Ressenya històrica
Es desconeix l’any de construcció dels rentadors públics de Santa Coloma. El 1620 es capbreva una casa que afronta a «mitjorn [sud] ab la sequia del Moli den Piquer, y part ab lo torrent de Gaya, a solponent [oest] ab lo rentador de la vila, y part ab el pati del dit rentador». La següent referència cronològica es troba en la llinda de porta d’accés, on consta la data 1820. Segons algunes fonts, aquesta llinda es podria haver aprofitat d’una altra construcció.
Josep Maria Carreras documenta que, el 4 de setembre de 1910, "a causa de l'epidèmia de febre tifoide que s'anava propagant per la població, el batlle proposa al Ple de l'ajuntament la construcció d'un rentador de roba per als malalts separat del rentador públic (més endavant aquest safareig fou usat per rentar ta roba dels difunts)". Maria Aubia afegeix que, en el cas que el mort hagués finat per culpa d'una malaltia infecciosa, just després de ser enterrat al cementiri, les dones anaven al safareig a desfer el matalàs i rentar la llana; si traspassava de mort natural, senzillament es netejaven les teles i el matalasser picava la llana. El rentador també disposava d'una caseta per netejar les eines de l'escorxador, inaugurat el 1913.
El 6 de juliol 1926 va morir-hi Vicenta Castells per culpa d’un aiguat.
Als anys seixanta, arran de la construcció de la piscina municipal, es van escapçar els rentadors per la banda nord i va desaparèixer la coberta. Pocs anys més tard van deixar d’utilitzar-se. El 2019, es va retirar la paret del carrer Gubià perquè fossin més visibles des de l’exterior, es va reconstruir l’antiga coberta, es van fer tasques de reparació i neteja, i es van tornar a omplir d’aigua.